# Knorringita
La knorringita és un mineral de la classe dels silicats, que pertany al grup estructural del granat. Rep el seu nom en honor d'Oleg Von Knorring (1915-1994), investigador geoquímic de la Universitat de Hèlsinki, Finlàndia i més tard professor de mineralogia de la Universitat de Leeds, Anglaterra i associat a l'Institut de Recerca de Geologia Africana.

## Característiques
La knorringita és un silicat de fórmula química Mg₃Cr₂(SiO₄)₃. Va ser aprovada com a espècie vàlida per l'Associació Mineralògica Internacional l'any 1968. Cristal·litza en el sistema isomètric. La seva duresa a l'escala de Mohs es troba entre 6 i 7. Forma una sèrie de solució sòlida amb el pirop.
Segons la classificació de Nickel-Strunz, la knorringita pertany a «9.AD - Nesosilicats sense anions addicionals; cations en [6] i/o major coordinació» juntament amb els següents minerals: larnita, calcio-olivina, merwinita, bredigita, andradita, almandina, calderita, goldmanita, grossulària, henritermierita, hibschita, hidroandradita, katoïta, kimzeyita, majorita, morimotoïta, vogesita, schorlomita, spessartina, uvarovita, wadalita, holtstamita, kerimasita, toturita, momoiïta, eltyubyuïta, coffinita, hafnó, torita, thorogummita, zircó, stetindita, huttonita, tombarthita-(Y), eulitina i reidita.

## Formació i jaciments
Va ser descoberta a la canonada de kimberlita de Kao, al districte de Butha-Buthe, a Lesotho. També ha estat descrita a la mina Red Ledge, a la localitat de Washington del comtat de Nevada, a Califòrnia (Estats Units); a la reserva Cabonga, a Abitibi-Témiscamingue, al Quebec (Canadà); i al meteorit Lewis Cliff 88774 trobat a l'Antàrtida.